# Odiah Sidibé
Odiah Sidibé, född den 13 januari 1970 i Fréjus, är en fransk före detta friidrottare som tävlade i kortdistanslöpning.
Sidibé deltog vid VM 1993 i Stuttgart där hon blev utslagen i försöken på 100 meter. Hennes första mästerskapsmedalj vann hon vid inomhus-EM i Stockholm 1996 då hon blev silvermedaljör på 60 meter. Hon deltog även vid inomhus-VM 1997 men blev utslagen i semifinalen på 60 meter.
Vid inomhus-EM 1998 slutade hon trea på 60 meter. Nästa större mästerskap blev inomhus-VM 2001 då hon blev utslagen i semifinalen på 60 meter. Vid utomhus-VM 2001 blev hon tillsammans med Sylviane Félix, Frédérique Bangué och Muriel Hurtis silvermedaljör på 4 x 100 meter, slagna endast av Tyskland. 
Hennes sista mästerskapsstart var EM 2002 då hon slutade sjua på 100 meter. Hon blev då tillsammans med Delphine Combe, Hurtis och Felix guldmedaljör på 4 x 100 meter.

## Personliga rekord
- 60 meter - 7,16
- 100 meter - 11,25